# Britse strip
De Britse strip (of comic) is het geheel van beeldverhalen gemaakt door auteurs uit het Verenigd Koninkrijk en beeldverhalen bestemd voor de Britse markt. 

## Ontstaan
De Britse strip ontstond eind negentiende eeuw. Een eerste strippersonage dat succes kende was Ally Sloper. Oorspronkelijk gericht op volwassenen, richtten stripuitgevers zich steeds meer op kinderen. Al voor de jaren 30 waren er tijdschriften die strips voor de jeugd aanboden zoals Comics cuts, Funny folks, Christmas hollidays, Punch of Judy. 
De Britse stripmarkt werd decennia lang getekend door een duopolie tussen uitgeverijen Amalgamated Press en D.C. Thomson.
D.C. Thompson gaf sinds de jaren 30 de stripbladen The Dandy en The Beano uit.

## Jaren 50 en 60

Watchmen

Een mijlpaal in Groot-Brittannië was het eerste nummer van stripweekblad Eagle in 1950, uitgegeven door Hutton Press. De anglicaanse geestelijke Marcus Morris wilde stichtelijke verhalen aanbieden aan de Britse jeugd, als reactie tegen de Amerikaanse comics. De belangrijkste strip in Eagle was Dan Dare (Daan Durf)  Andere gelijkaardige tijdschriften waren School friend, Girl, Robin, Swift en Tiger (met de voetbalstrip Roy of the Rovers of Rob van de Rovers). Na 1953 kwamen daar tijdschriften bij die zowel aandacht hadden voor strips als voor de opkomende televisie (TV Fun, TV Express of Joe 90). Hierin werden de avonturen van televisiehelden verstript. De jaren 50 en 60 worden gezien als de hoogtijdagen van de Britse strip met oplagen van soms een miljoen exemplaren per week voor één titel.

## Na 1970
Vanaf de jaren 70 kende de verkoop van comics een sterke val. In 1977 verscheen het eerste nummer van 2000 AD, een stripblad enkel gericht op volwassen lezers met vaak gewelddadige strips, zoals Judge Dredd. Dat blad kreeg navolging van Action, Warrior, Crisis, Deadline, Revolver of het meer alternatieve Viz.
Belangrijke hedendaagse auteurs zijn Grant Morrison, Ian Edginton, Warren Ellis, Garth Ennis en Alan Moore. Scenarist Alan Moore schreef in 1986 Watchmen, een satire op het superheldengenre. Moore schreef onder andere ook de scenario's voor V for Vendetta en From Hell.